# ادی هیزل
ادی هِیزل (انگلیسی: Eddie Hazel; ۱۰ آوریل ۱۹۵۰ – ۲۳ دسامبر ۱۹۹۲) موسیقی‌دان و گیتارنواز برجستهٔ موسیقی فانک اهل ایالات متحده آمریکا بود. او نقش گیتار لیدِ گروه پارلمنت-فانکدلیک را بر عهده داشت و بداهه‌نوازی گیتار بی‌کلامش در قطعهٔ «مغز کرمو»، به‌عنوان یکی از برترین آثار تک‌نوازی همهٔ اعصار شناخته شده است. نام هیزل پس از مرگش به تالار مشاهیر راک اند رول راه یافت.
مجلهٔ رولینگ استون او را در رتبهٔ چهل‌وسوم از فهرست «۱۰۰ گیتارنواز برتر تمام دوران‌ها» جای داده است.